# Nicky Devlin
Nicholas Devlin (Bishopbriggs, 17 ottobre 1993) è un calciatore scozzese, difensore dell'Aberdeen.

## Carriera

### Club
Cresciuto nelle giovanili dell'Hamilton Academical, passa al Dumbarton in Scottish League One. Acquistato dal Motherwell, club di massima divisione, viene girato in prestito a vari club. Con l'Ayr Utd centra la promozione in Scottish Championship. Nel 2017 firma un biennale con gli inglesi del Walsall, squadra militante in Football League Two.
Nel 2019 esordisce in Premiership con il Livingston, di cui diventa capitano dopo due stagioni.

### Nazionale
Il 1º ottobre 2024 riceve la sua prima convocazione in nazionale maggiore, con cui esordisce 14 giorni dopo nel pareggio per 0-0 in Nations League contro il Portogallo.

## Statistiche

### Presenze e reti nei club
Statistiche aggiornate al 17 maggio 2025.
| Stagione             | Squadra              | Campionato           | Campionato | Campionato | Coppe nazionali | Coppe nazionali | Coppe nazionali | Coppe continentali | Coppe continentali | Coppe continentali | Altre coppe | Altre coppe | Altre coppe | Totale | Totale |
| Stagione             | Squadra              | Comp                 | Pres       | Reti       | Comp            | Pres            | Reti            | Comp               | Pres               | Reti               | Comp        | Pres        | Reti        | Pres   | Reti   |
| -------------------- | -------------------- | -------------------- | ---------- | ---------- | --------------- | --------------- | --------------- | ------------------ | ------------------ | ------------------ | ----------- | ----------- | ----------- | ------ | ------ |
| 2010-2011            | Dumbarton            | SSD                  | 23         | 0          | CS+CdL          | 1+0             | 0               | -                  | -                  | -                  | -           | -           | -           | 24     | 0      |
| 2011-2012            | Stenhousemuir        | SSD                  | 6          | 0          | -               | -               | -               | -                  | -                  | -                  | -           | -           | -           | 6      | 0      |
| 2012-gen. 2013       | Dumbarton            | SSD                  | 16         | 0          | SC+CdL          | 2+1             | 0               | -                  | -                  | -                  | -           | -           | -           | 19     | 0      |
| Totale Dumbarton     | Totale Dumbarton     | Totale Dumbarton     | 39         | 0          |                 | 4               | 0               |                    | -                  | -                  |             |             |             | 43     | 0      |
| gen.-giu. 2013       | Stenhousemuir        | SSD                  | 8          | 0          | -               | -               | -               | -                  | -                  | -                  | -           | -           | -           | 8      | 0      |
| 2013-2014            | Stenhousemuir        | SL1                  | 30         | 0          | CS+CdL          | 4+1             | 0               | -                  | -                  | -                  | CC          | 3           | 0           | 38     | 0      |
| Totale Stenhousemuir | Totale Stenhousemuir | Totale Stenhousemuir | 44         | 0          |                 | 9               | 0               |                    | -                  | -                  |             | 3           | 0           | 52     | 0      |
| 2014-2015            | Ayr Utd              | SL1                  | 36         | 2          | CS+CdL          | 2+2             | 0               | -                  | -                  | -                  | CC          | 1           | 0           | 41     | 2      |
| 2015-2016            | Ayr Utd              | SL1                  | 34+4       | 1+1        | CS+CdL          | 0+2             | 0               | -                  | -                  | -                  | CC          | 2           | 1           | 42     | 3      |
| 2016-2017            | Ayr Utd              | SC                   | 34         | 0          | CS+CdL          | 6+5             | 0               | -                  | -                  | -                  | CC          | 3           | 0           | 48     | 0      |
| Totale Ayr Utd       | Totale Ayr Utd       | Totale Ayr Utd       | 104+4      | 3+1        |                 | 17              | 0               |                    | -                  | -                  |             | 6           | 1           | 131    | 5      |
| 2017-2018            | Walsall              | FL1                  | 33         | 0          | FACup+CdL       | 0+1             | 0               | -                  | -                  | -                  | FLT         | 2           | 0           | 36     | 0      |
| 2018-2019            | Walsall              | FL1                  | 43         | 2          | FACup+CdL       | 4+0             | 1+0             | -                  | -                  | -                  | FLT         | 2           | 0           | 49     | 3      |
| Totale Walsall       | Totale Walsall       | Totale Walsall       | 76         | 2          |                 | 5               | 1               |                    | -                  | -                  |             | 4           | 0           | 85     | 3      |
| 2019-2020            | Livingston           | SP                   | 11         | 0          | CS+CdL          | 0+5             | 0               | -                  | -                  | -                  | -           | -           | -           | 16     | 0      |
| 2020-2021            | Livingston           | SP                   | 36         | 2          | CS+CdL          | 2+8             | 0               | -                  | -                  | -                  | -           | -           | -           | 46     | 2      |
| 2021-2022            | Livingston           | SP                   | 37         | 2          | CS+CdL          | 2+2             | 0               | -                  | -                  | -                  | -           | -           | -           | 41     | 2      |
| 2022-2023            | Livingston           | SP                   | 38         | 2          | CS+CdL          | 2+5             | 0+1             | -                  | -                  | -                  | -           | -           | -           | 45     | 3      |
| Totale Livingston    | Totale Livingston    | Totale Livingston    | 122        | 6          |                 | 26              | 1               |                    | -                  | -                  |             | -           | -           | 148    | 7      |
| 2023-2024            | Aberdeen             | SP                   | 37         | 2          | CS+CdL          | 4+4             | 1+0             | UEL+UECL           | 2+6                | 1+0                | -           | -           | -           | 53     | 4      |
| 2024-2025            | Aberdeen             | SP                   | 31         | 4          | CS+CdL          | 2+7             | 0+1             | -                  | -                  | -                  | -           | -           | -           | 40     | 5      |
| Totale Aberdeen      | Totale Aberdeen      | Totale Aberdeen      | 68         | 6          |                 | 17              | 2               |                    | 8                  | 1                  |             | -           | -           | 93     | 9      |
| Totale carriera      | Totale carriera      | Totale carriera      | 457        | 18         |                 | 74              | 4               |                    | 8                  | 1                  |             | 13          | 1           | 562    | 24     |

### Cronologia presenze e reti in nazionale
| Cronologia completa delle presenze e delle reti in nazionale ― Scozia | Cronologia completa delle presenze e delle reti in nazionale ― Scozia | Cronologia completa delle presenze e delle reti in nazionale ― Scozia | Cronologia completa delle presenze e delle reti in nazionale ― Scozia | Cronologia completa delle presenze e delle reti in nazionale ― Scozia | Cronologia completa delle presenze e delle reti in nazionale ― Scozia | Cronologia completa delle presenze e delle reti in nazionale ― Scozia | Cronologia completa delle presenze e delle reti in nazionale ― Scozia |
| Data                                                                  | Città                                                                 | In casa                                                               | Risultato                                                             | Ospiti                                                                | Competizione                                                          | Reti                                                                  | Note                                                                  |
| --------------------------------------------------------------------- | --------------------------------------------------------------------- | --------------------------------------------------------------------- | --------------------------------------------------------------------- | --------------------------------------------------------------------- | --------------------------------------------------------------------- | --------------------------------------------------------------------- | --------------------------------------------------------------------- |
| 15-10-2024                                                            | Glasgow                                                               | Scozia                                                                | 0 – 0                                                                 | Portogallo                                                            | UEFA Nations League 2024-2025 - 1º turno                              | -                                                                     | 88’                                                                   |
| 18-11-2024                                                            | Varsavia                                                              | Polonia                                                               | 1 – 2                                                                 | Scozia                                                                | UEFA Nations League 2024-2025 - 1º turno                              | -                                                                     | 76’                                                                   |
| Totale                                                                |                                                                       | Presenze                                                              | 2                                                                     |                                                                       | Reti                                                                  | 0                                                                     |                                                                       |

## Palmarès
- Coppa di Scozia: 1

Aberdeen: 2024-2025